# Mathieu Slama
Pour les articles homonymes, voir Slama.
Mathieu Slama, né en 1986, est un essayiste et journaliste politique français. Il a été enseignant en communication au Celsa - Sorbonne Université et intervient régulièrement sur plusieurs médias audiovisuels.

## Parcours
En 2016, Mathieu Slama publie son premier ouvrage : La Guerre des mondes. Réflexion sur la croisade idéologique de Poutine contre l’Occident, aux éditions de Fallois.
En janvier 2022, il se fait connaître du grand public[réf. nécessaire] grâce à son livre Adieu la liberté, qui paraît aux Presses de la Cité. Le Point qualifie cet essai de « remarquable », alors qu'il compte parmi les meilleures ventes d'essais et références en février 2022. Dans cet ouvrage, Mathieu Slama dénonce l'avènement d'un « totalitarisme soft » fondé sur une idéologie du « safe » en analysant les faits et les mots qui ont fait croître l'acceptation de la servitude chez un peuple pourtant réputé rebelle depuis la Révolution. Lors d'un entretien à la presse régionale, l'auteur explique avoir découvert les premiers jours du confinement, en mars 2020, « que l’État, tout à coup, a quasiment le droit de tout faire avec un État d’exception qui se met en place. »
Ses essais le font remarquer sur la scène médiatique nationale ; il intervient régulièrement sur BFM TV, Radio J et Le Média, ou encore dans les colonnes d'opinion de Marianne, du Figaro, du HuffPost français.
En 2023, il est présenté par la presse comme étant enseignant en communication politique au Celsa-Sorbonne Université,.

## Prises de position et critiques
Engagé à gauche, Mathieu Slama dénonce la relativisation de la notion de démocratie qu'il décrit dans un entretien comme « une sorte de démocratie Netflix qu’on peut activer ou désactiver selon les besoins. Comme si l’idée de liberté qui a été notre valeur fondamentale était en train de disparaître. »
Il s'inquiète de l'affaiblissement des libertés individuelles et fondamentales en France. À ce titre, il est cité par l'écrivain Nathan Devers au sujet du confinement de 2020 : « Pour reprendre l'expression de Mathieu Slama : "Il ne faut pas que le confinement, que toutes ces mesures liberticides rentrent dans notre boîte à outils, dans notre dispositif." Parce que si c'est le cas, ça signifie qu'en fait, nos libertés peuvent être supprimées à tout moment, en raison, demain d'un problème sanitaire, après-demain d'un problème écologique, etc. Et donc ça c'est vraiment une ligne rouge, il ne faut pas que ça se reproduise. »[source insuffisante]
Il fait néanmoins l'objet de vives critiques. Ainsi en 2023, Causeur voit en lui un « prof de gauche (pléonasme) si caricatural que les médias l'invitent tout le temps », qui « n’estime pas devoir écouter son interlocuteur », mais « adore en revanche asséner des lieux communs […] ainsi que les apostrophes habituelles de la gauche bien-pensante », notamment à propos des thématiques d'immigration et d'identité nationale. En 2024, le journal Marianne titre à son sujet: « Mathieu Slama, rien d'autre que le vide dans la lucarne » et évoque « la vacuité intellectuelle de ce héraut du camp du bien. »

## Vie personnelle
Il est le fils de l'historien et journaliste Alain-Gérard Slama, et de l'éditrice Catherine Royer Slama. Il vit à Paris.

## Ouvrages
- La Guerre des mondes. Réflexions sur la croisade idéologique de Poutine contre l’Occident, 2016, éditions de Fallois, 126 pages,  (ISBN 9782877069557)
- Adieu la liberté. Essai sur la société disciplinaire, 2022, Presses de la Cité, 272 pages,  (ISBN 9782258197770)